# Emmanuel Womala
Emmanuel Timothy Womala (* 20. Januar 2000 in Uganda) ist ein ugandisch-deutscher Basketballspieler.

## Werdegang
Womala kam im Alter von zwei Jahren von Uganda nach Deutschland. Er begann beim VSC Donauwörth mit dem Basketballsport, im U14-Jugendbereich wechselte er in den Nachwuchs des FC Bayern München. 2018 schloss er sich den Niners Chemnitz an. Für die Sachsen bestritt er in der Saison 2018/19 zwei Spiele in der 2. Bundesliga ProA,  kam ebenfalls in der 2. Regionalliga sowie in der Nachwuchs-Basketball-Bundesliga zum Einsatz.
2019 ging Womala nach München zurück und spielte für den FC Bayern II. In der Saison 2020/21 nahm er nicht am Wettkampfbetrieb teil, gehörte in der ersten Hälfte des Spieljahres 2021/22 dem Drittligisten EN Baskets Schwelm an, im Dezember 2021 wechselte er innerhalb der Liga zu den EPG Baskets Koblenz.
In der Sommerpause 2022 wurde Womala vom Zweitligisten Wiha Panthers Schwenningen unter Vertrag genommen. Er bestritt für die Mannschaft in der Saison 2022/23 30 Zweitligaspiele (4,7 Punkte je Begegnung), stieg mit Schwenningen als Tabellenletzter ab, nachdem die Betreibergesellschaft der Mannschaft Anfang Februar 2023 einen Insolvenzantrag gestellt und wegen Regelverstößen Punktabzug erhalten hatte. 2024 stieg er mit Schwenningen erneut ab, als man den Klassenerhalt in der 2. Bundesliga ProB verfehlte.

### Nationalmannschaft
2022 nahm Womala mit der Nationalmannschaft Ugandas an der Qualifikation für die Weltmeisterschaft 2023 teil. In sieben Länderspielen kam er auf einen Mittelwert von 1,9 Punkten. 2025 stand er in Ugandas Aufgebot für die Afrikameisterschaft 2025.